# أوزان سفلي
أوزان سفلي هي قرية في مقاطعة شاهين دج، إيران. يقدر عدد سكانها بـ 85 نسمة بحسب إحصاء 2016.